# Tong Fei
Tong Fei (kinesiska: 童 非), född den 25 mars 1961, är en kinesisk gymnast.
Han tog OS-silver i lagmångkampen och OS-silver i räck i samband med de olympiska gymnastiktävlingarna 1984 i Los Angeles.